# Vítor Damas
Vítor Manuel Afonso Damas de Oliveira (Lisboa, 8 de outubro de 1947 - Lisboa, 13 de setembro de 2003) foi um jogador de futebol português. Morreu com somente 55 anos, vítima de cancro.

## Carreira
Vítor Damas é considerado o melhor guarda-redes portugueses de sempre. Entre 1966/67 e 1975/76 representou o Sporting, clube do qual era adepto confesso, chegaram a chamar-lhe "o Eusébio das balizas" tal era a grandeza de Damas a defender as balizas leoninas, dotado de um estilo elegância e classe próprio na sua atuação  nas redes , as suas defesas tornaram-se lendárias  o próprio  Eusébio  disse nunca ter visto um guarda-redes fazer defesas como Vítor  Damas. Transferiu-se, depois, para a equipa espanhola do Racing de Santander, onde jogou entre 1976/77 e 1979/80, foi bastante  acarinhado  pelos  adeptos espanhóis ,tendo sido considerado o melhor estrangeiro a jogar em Espanha. Voltou a Portugal para jogar pelo Vitória de Guimarães entre 1980/81 e 1982/83, e o Portimonense, em 1983/84. Regressou ao seu clube do coração, o Sporting, entre 1984/85 e 1988/89, onde terminou a sua carreira.

## Seleção
Damas jogou 29 vezes pela equipa nacional, tendo-se estreado a 6 de abril de 1969 e fazendo o último jogo pela seleção em 11 de junho de 1986. Num jogo frente a poderosa Inglaterra no estádio de  Wembley em  1974 para o apuramento do euro 1976, Damas fez provavelmente  a defesa tecnicamente mais difícil e espetacular da história das seleções. Possivelmente a sua carreira na seleção foi comprometida pelos anos passados em Espanha, já que naquela  altura  jogar no estrangeiro não  tinha a mesma visibilidade a nível nacional, e com a sua saída  do futebol português, abriu a porta a que Bento até aí, seu suplente, agarrasse a titularidade da seleção. Foi reservista durante o Campeonato da Europa de 1984 e jogou no Campeonato do Mundo de 1986, substituindo Manuel Bento, quando este fraturou uma perna.

## Títulos
- Campeonato Nacional: 1969/70 e 1973/74
- Taça de Portugal: 1970/71, 1972/73 e 1973/74
- Supertaça Cândido de Oliveira: 1987